# Olympische Sommerspiele 2008/Teilnehmer (Ungarn)
| Gelbes Symbol für Goldmedaillen mit stilisierten Olympischen Ringen | Graues Symbol für Silbermedaillen mit stilisierten Olympischen Ringen | Braundes Symbol für Bronzemedaillen mit stilisierten Olympischen Ringen |
| ------------------------------------------------------------------- | --------------------------------------------------------------------- | ----------------------------------------------------------------------- |
| 3                                                                   | 6                                                                     | 2                                                                       |

Ungarn nahm 2008 zum 24. Mal an Olympischen Sommerspielen teil. Fahnenträger bei der Eröffnungszeremonie war der Kanute Zoltán Kammerer. Die ungarische Mannschaft trat in 20 Sportarten an, insgesamt nahmen 171 Athleten teil. Die ungarische Medaillenbilanz war die schlechteste seit 1928; darüber hinaus gewannen ungarische Athleten seit 1924 nie so wenige Goldmedaillen.

## Medaillengewinner
| Goldmedaillen (3)               | Goldmedaillen (3) | Goldmedaillen (3) |
| Disziplin                       | Sportler |                   |
| ------------------------------- | --- | ----------------- |
| Kanu, Einer-Kanadier 1000 m (M) | Attila Vajda |                   |
| Kanu, Zweier-Kajak 500 m (F)    | Natasa Janics, Katalin Kovács |                   |
| Wasserball (M)                  | Tibor Benedek, Péter Biros, István Gergely, Norbert Hosnyánszky, Tamás Kásás, Gábor Kis, Gergely Kiss, Norbert Madaras, Tamás Molnár, Zoltán Szécsi, Dániel Varga, Dénes Varga, Tamás Varga |                   |

| Silbermedaillen (6)                | Silbermedaillen (6)                                          | Silbermedaillen (6) |
| Disziplin                          | Sportler                                                     |                     |
| ---------------------------------- | ------------------------------------------------------------ | ------------------- |
| Schwimmen, 200 m Schmetterling (M) | László Cseh                                                  |                     |
| Schwimmen, 200 m Lagen (M)         | László Cseh                                                  |                     |
| Schwimmen, 400 m Lagen (M)         | László Cseh                                                  |                     |
| Leichtathletik, Hammerwurf (M)     | Krisztián Pars                                               |                     |
| Ringen, Greco bis 84 kg (M)        | Zoltán Fodor                                                 |                     |
| Kanu, Vierer-Kajak 500 m (F)       | Natasa Janics, Katalin Kovács, Danuta Kozák, Gabriella Szabó |                     |

| Bronzemedaillen (2)              | Bronzemedaillen (2)        | Bronzemedaillen (2) |
| Disziplin                        | Sportler                   |                     |
| -------------------------------- | -------------------------- | ------------------- |
| Fechten, Degen Einzel (F)        | Ildikó Mincza-Nébald       |                     |
| Kanu, Zweier-Kanadier 1000 m (M) | Tamás Kiss, György Kozmann |                     |

## Teilnehmer nach Sportarten

### Boxen
- Pál Bedák (Halbfliegengewicht)
- Norbert Kalucza (Fliegengewicht)
- Gyula Káté (Halbweltergewicht)
- Imre Szellő (Halbschwergewicht)
- Miklós Varga (Leichtgewicht)

### Fechten
Frauen:
- Edina Knapek (Florett Einzel, Florett Mannschaft)
- Ildikó Mincza-Nébald (Degen Einzel )
- Aida Mohamed (Florett Einzel, Florett Mannschaft)
- Orsolya Nagy (Säbel Einzel)
- Emese Szász (Degen Einzel)
- Virgine Ujlaky (Florett Mannschaft)
- Gabriella Varga (Florett Einzel, Florett Mannschaft)

Männer:
- Gábor Boczkó (Degen Einzel, Degen Mannschaft)
- Tamás Decsi (Säbel Einzel, Säbel Mannschaft)
- Géza Imre (Degen Einzel, Degen Mannschaft)
- Iván Kovács (Degen Mannschaft)
- Krisztián Kulcsár (Degen Einzel, Degen Mannschaft)
- Balázs Lontay (Säbel Mannschaft)
- Zsolt Nemcsik (Säbel Einzel, Säbel Mannschaft)
- Áron Szilágyi (Säbel Einzel, Säbel Mannschaft)

### Gewichtheben
Männer:
- János Baranyai (bis 71 kg)

### Handball
Ungarische Frauen-Handballnationalmannschaft
| - Bernadett Bódi - Rita Borbás - Bernadett Ferling - Anita Görbicz - Orsolya Herr - Ágnes Hornyák - Mónika Kovacsicz | - Katalin Pálinger - Krisztina Pigniczki - Piroska Szamoránszky - Gabriella Szűcs - Zsuzsanna Tomori - Tímea Tóth - Orsolya Vérten |

### Judo
Frauen:
- Bernadett Baczkó (bis 57 kg)
- Éva Csernoviczki (bis 48 kg)
- Anett Mészáros (bis 70 kg)

Männer:
- Barna Bor (über 100 kg)
- Dániel Hadfi (bis 100 kg)
- Miklós Ungvári (bis 66 kg)

### Kanurennsport
Frauen:
- Natasa Janics (Zweier-Kajak 500 m , Vierer-Kajak 500 m )
- Katalin Kovács (Einer-Kajak 500 m, Zweier-Kajak 500 m , Vierer-Kajak 500 m )
- Danuta Kozák (Vierer-Kajak 500 m )
- Gabriella Szabó (Vierer-Kajak 500 m )

Männer:
- István Beé (Vierer-Kajak 1000 m)
- Zoltán Benkő (Einer-Kajak 1000 m)
- Gábor Bozsik (Vierer-Kajak 1000 m)
- Zoltán Kammerer (Zweier-Kajak 500 m, Zweier-Kajak 1000 m)
- Tamás Kiss (Zweier-Kanadier 1000 m )
- György Kozmann (Zweier-Kanadier 1000 m )
- Gábor Kucsera (Zweier-Kajak 500 m, Zweier-Kajak 1000 m)
- Mátyás Sáfrán (Zweier-Kanadier 500 m)
- Mihály Sáfrán (Zweier-Kanadier 500 m)
- Márton Sík (Vierer-Kajak 1000 m)
- Attila Vajda (Einer-Kanadier 500 m, Einer-Kanadier 1000 m )
- Ákos Vereckei (Einer-Kajak 500 m, Vierer-Kajak 1000 m)

### Leichtathletik
Frauen:
- Györgyi Farkas (Siebenkampf)
- Edina Füsti (20 km Gehen)
- Anikó Kálovics (10.000 m)
- Krisztina Molnár (Stabhochsprung)
- Éva Orbán (Hammerwurf)
- Krisztina Papp (5000 m)
- Barbara Petráhn (400 m)
- Beáta Rakonczai (Marathon)
- Nikolett Szabó (Speerwurf)
- Petra Teveli (Marathon)
- Edit Vári (110 m Hürden)

Männer:
- Zoltán Czukor (50 km Gehen)
- Róbert Fazekas (Diskuswurf)
- Dániel Kiss (110 m Hürden)
- Zoltán Kővágó (Diskuswurf)
- Lajos Kürthy (Kugelstoßen)
- Gábor Máté (Diskuswurf)
- Csongor Olteán (Speerwurf)
- Krisztián Pars (Hammerwurf )
- Attila Zsivoczky (Zehnkampf)

### Moderner Fünfkampf
Frauen:
- Leila Gyenesei
- Zsuzsanna Vörös

Männer:
- Gábor Balogh
- Viktor Horváth

### Radsport

#### BMX
Frauen:
- Anikó Hódi

Männer:
- Vilmos Radasics

#### Mountainbike
Männer:
- András Parti

#### Straße
- László Bodrogi (Straßenrennen, Zeitfahren)
- Péter Kusztor (Straßenrennen)

### Ringen
Frauen:
- Marianna Sastin (bis 63 kg)

Männer:
- Ottó Aubéli (Freistil bis 120 kg)
- Péter Bácsi (griechisch-römisch bis 74 kg)
- Mihály Deák Bárdos (griechisch-römisch bis 120 kg)
- Zoltán Fodor (griechisch-römisch bis 84 kg )
- Gergely Kiss (Freistil bis 96 kg)
- Tamás Lőrincz (griechisch-römisch bis 66 kg)
- István Veréb (Freistil bis 74 kg)
- Lajos Virág (griechisch-römisch bis 96 kg)

### Rudern
Männer:
- Zsolt Hirling (Leichtgewichts-Doppelzweier)
- Tamás Varga (Leichtgewichts-Doppelzweier)

### Schießen
Frauen:
- Zsófia Csonka
- Diána Igaly
- Anita Tóth

Männer:
- Roland Gerebics
- Péter Sidi

### Schwimmen
Frauen:
- Katalin Bor (200 m Brust)
- Beatrix Boulsevicz (200 m Schmetterling)
- Eszter Dara (100 m Schmetterling, 4 × 200 m Freistil)
- Éva Dobár (50 m Freistil)
- Katinka Hosszú (200 + 400 m Lagen)
- Zsuzsanna Jakabos (400 m Lagen, 4 × 200 m Freistil)
- Boglárka Kapás (400 m Freistil)
- Emese Kovács (200 m Schmetterling)
- Ágnes Mutina (200 m Freistil, 4 × 200 m Freistil)
- Réka Nagy (800 m Freistil)
- Réka Pecz (100 m Brust)
- Nikolett Szepesi (100 + 200 m Brust)
- Orsolya Tompa (100 m Freistil)
- Evelyn Verrasztó (200 m Brust, 200 m Lagen, 4 × 200 m Freistil)

Männer:
- Richárd Bodor (100 m Brust)
- László Cseh (200 m Lagen , 400 m Lagen , 200 m Schmetterling )
- Balázs Gercsák (400 m Freistil)
- Csaba Gercsák (10 km Marathon)
- Dániel Gyurta (100 + 200 m Brust)
- Tamás Kerékjártó (200 m Lagen, 200 m Schmetterling, 4 × 200 m Freistil)
- Gergő Kis (400 m Lagen, 1500 m Freistil, 4 × 200 m Freistil)
- Norbert Kovács (200 m Freistil, 4 × 200 m Freistil)
- Dominik Kozma (4 × 200 m Freistil)
- Ádám Madarassy (100 m Schmetterling)
- Balázs Makány (100 m Freistil)
- Roland Rudolf (100 + 200 m Rücken)
- Krisztián Takács (50 m Freistil)

### Segeln
Frauen:
- Diána Detre (Windsurfen)

Männer:
- Zsombor Berecz (Laser)
- Áron Gádorfalvi (Windsurfen)

### Tennis
Frauen:
- Gréta Arn (Doppel)
- Ágnes Szávay (Einzel, Doppel)

### Tischtennis
Frauen:
- Petra Lovas (Einzel)
- Georgina Póta (Einzel)
- Krisztina Tóth (Einzel)

Männer:
- János Jakab (Einzel)

### Triathlon
Frauen:
- Zita Szabó

Männer:
- Csaba Kuttor

### Turnen
Frauen:
- Dorina Böczögő (Einzelmehrkampf)

Männer:
- Róbert Gál (Einzelmehrkampf)

### Wasserball
| Frauen-Nationalmannschaft - Fruzsina Brávik - Rita Drávucz - Anett Györe - Patrícia Horváth - Dóra Kisteleki - Ágnes Primász - Anikó Pelle - Ildikó Zirighné Sós - Mercedes Stieber - Krisztina Szremkó - Orsolya Takács - Ágnes Valkai - Krisztina Zantleitner | Männer-Nationalmannschaft - Tibor Benedek - Péter Biros - István Gergely - Norbert Hosnyánszky - Tamás Kásás - Gábor Kis - Gergely Kiss - Norbert Madaras - Tamás Molnár - Zoltán Szécsi - Dániel Varga - Dénes Varga - Tamás Varga |

### Wasserspringen
- Nóra Barta (Kunstspringen 3 m)
- Villő Kormos (Kunstspringen 3 m)